# Ischnocnema parva
Ischnocnema parva é uma espécie de anfíbio  da família Brachycephalidae. Endêmica do Brasil, onde pode ser encontrada nos estados de São Paulo, Minas Gerais, Rio de Janeiro e Espírito Santo.